# Walkiria Terradura
Walkiria Terradura Vagnarelli, nome di battaglia: Walkiria (Gubbio, 9 gennaio 1924 – Roma, 5 luglio 2023), è stata una partigiana italiana, medaglia d'argento al valore militare.

## Biografia
(Walkiria Terradura)

### Giovinezza
Figlia dell'avvocato perugino Gustavo Terradura, fervente antifascista. Il padre venne più volte arrestato e fu definitivamente liberato solo dopo la caduta di Mussolini. Walkiria ereditò dal padre l'odio verso la dittatura e già durante gli anni scolastici, per il suo atteggiamento sprezzante verso il regime, fu più volte interrogata in questura e redarguita. Frequentava la facoltà di Giurisprudenza dell'Università di Perugia quando, il 13 gennaio 1944, durante l'occupazione tedesca, i fascisti dell'OVRA fecero irruzione nel palazzo dei Duchi di Urbino in cui la famiglia risiedeva per catturare nuovamente il padre Gustavo, e fu la giovane Walkiria a trarlo in salvo nascondendosi insieme a lui nelle soffitte del palazzo.

### Guerra partigiana
Sfuggiti ai nazisti, Walkiria e il padre raggiunsero i Monti del Burano, tra l'Umbria e le Marche, e si unirono alle Brigate Garibaldi, in particolare alla V Brigata Garibaldi Pesaro, operante in provincia di Pesaro Urbino. Walkiria seguì il padre come combattente aggregata al quinto battaglione, denominato gruppo "Panichi" dal nome del suo comandante, Samuele Panichi.  Walkiria venne nominata dai suoi compagni a capo di una squadra che prese il nome di Settebello, formato da sei uomini, e si distinse in numerose azioni che alla fine della guerra le valsero la decorazione al valore militare e la nomina a sottotenente, grado comparato a quello di ispettore organizzativo ricoperto nelle formazioni partigiane. Durante la sua attività da partigiana si specializzò nel minare e far saltare i ponti per impedire l'avanzata e contrastare poi la ritirata dell'esercito tedesco, insieme a Valentino Guerra, già geniere del disciolto esercito italiano. Per questa sua attività i nazisti emisero contro di lei otto mandati di cattura, non riuscendo però mai a catturarla.

### Dopoguerra

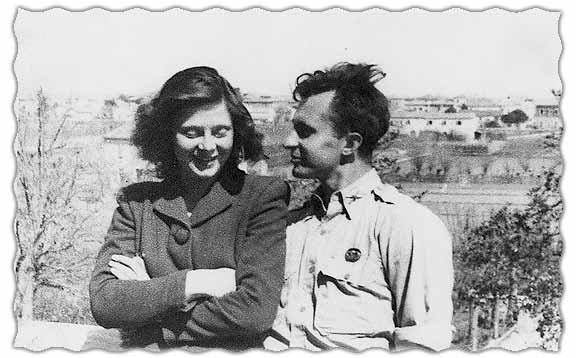
Walkiria Terradura con il marito Alfonso Thiele

Durante la guerra conobbe un capitano dell'OSS (Office of Strategic Services), Alfonso Thiele, con il quale si sposò trasferendosi negli Stati Uniti, ma decise quasi subito di tornare in Italia rimanendo sempre attiva in politica e nell'ANPI.